# Günter Matthes (Journalist)

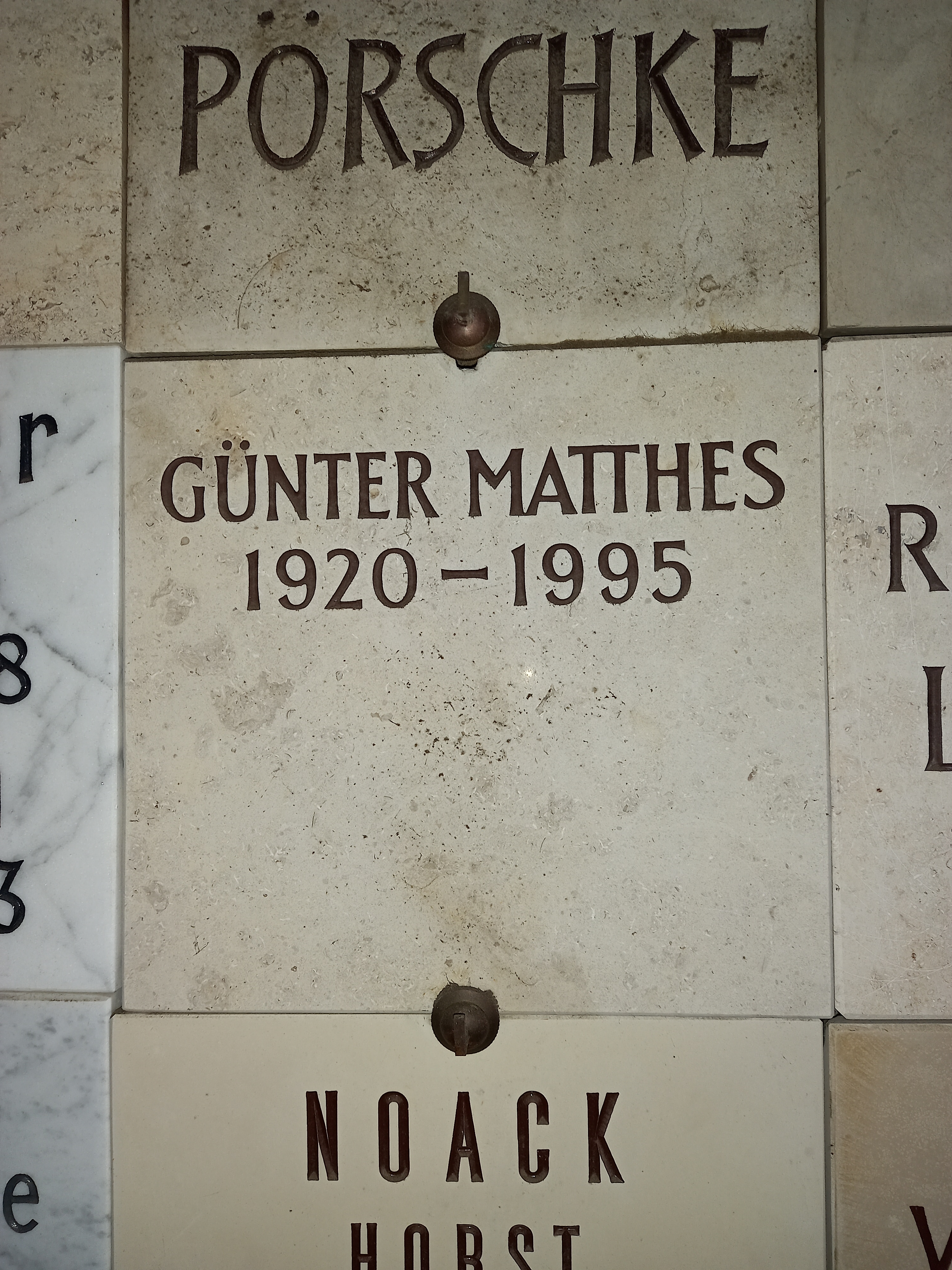
Das Grab von Günter Matthes im Kolumbarium des Friedhofs Wilmersdorf in Berlin

Günter Matthes (* 31. Dezember 1920 in Leipzig; † 21. November 1995 in Berlin) war ein deutscher Journalist und Träger des Bundesverdienstkreuzes 1. Klasse.

## Leben
1939 schloss er das Abitur in Leipzig ab. 1940 studierte er zwei Trimester Jura. Während des Zweiten Weltkrieges diente er beim Arbeits- und Wehrdienst. Er kam dann in Kriegsgefangenschaft und wurde von den Briten 1946 nach Berlin entlassen. 1948 arbeitete er als Journalist beim Berliner Kurier. Seit 1952 arbeitete er für die Berliner Zeitung Der Tagesspiegel. 1954 erhielt er bei diesem Tagesblatt eine tägliche Kolumne mit dem Namen Am Rande bemerkt. 1966 erhielt er den Theodor-Wolff-Preis in dem Bereich Meinung, Leitartikel, Kommentar. 1968 bekam er das Bundesverdienstkreuz am Bande, 1979 erhielt er dann das Bundesverdienstkreuz 1. Klasse. Seit 1984 war er in der Tagesspiegel-Redaktionsleitung tätig.
Er ist der Vater des Schauspielers Ulrich Matthes und des Mediziners, Fotografen und Schauspielers Dieter Matthes (* 1952).

## Ehrung
- 1991: Ernst-Reuter-Plakette des Landes Berlin

## Buchveröffentlichungen
- Am Rande bemerkt … nicht nur für Berliner. Glossen von Günter Matthes, Verlag Der Tagesspiegel, Berlin, 1960
- Berliner Spitzen.  Verlag Der Tagesspiegel, Berlin, 1976
- Menschen, Macht und Meinung. Betrachtungen eines Journalisten aus vier Jahrzehnten. Argon Verlag, Berlin 1990 ISBN 3870241667